# Betty's Green-Eyed Monster
Pour plus de détails, voir Fiche technique et Distribution.
Betty's Green-Eyed Monster est un film muet américain réalisé par Arvid E. Gillstrom, sorti en 1920.

## Fiche technique
- Titre : Betty's Green-Eyed Monster
- Réalisation : Arvid E. Gillstrom
- Scénario : Bide Dudley
- Photographie :
- Montage :
- Musique :
- Producteur :
- Société de production : Muriel Ostriche Productions, Arrow Film Corporation
- Pays d'origine :  États-Unis
- Langue : intertitres en anglais
- Format : Noir et blanc — 35 mm — 1,33:1 — Son : Muet
- Genre :
- Durée : 20 minutes
- Dates de sortie :
  -  États-Unis : 1920

## Distribution
- Muriel Ostriche : Betty